# Élections législatives partielles de 1878 dans la 1re circonscription de Dunkerque
Les élections législatives françaises partielles de 1878 dans la 1re circonscription de Dunkerque se déroulent le 7 juillet 1878.

## Circonscription
La 1re circonscription de Dunkerque était composée en 1876 des cantons de Dunkerque-Est, Dunkerque-Ouest et Gravelines.

## Contexte
L'élection de 1877 ayant été invalidée, Frédéric d'Arras, maire de Dunkerque se réprésente face à Jean-Baptiste Trystram (Gauche républicaine), conseiller général du canton de Dunkerque-Ouest et président de la Chambre de commerce de Dunkerque.

## Résultats
- Député sortant : Frédéric d'Arras (Union des Droites)

| Candidat         | Candidat               | Parti               | Premier tour | Premier tour | Second tour | Second tour |
| Candidat         | Candidat               | Parti               | Voix         | %            | Voix        | %           |
| ---------------- | ---------------------- | ------------------- | ------------ | ------------ | ----------- | ----------- |
|                  | Jean-Baptiste Trystram | Gauche républicaine | 5 495        | 67,83        |             |             |
|                  | Frédéric d'Arras*      | Union des Droites   | 2 248        | 27,75        |             |             |
|                  |                        |                     |              |              |             |             |
| Inscrits         | Inscrits               | Inscrits            | 14 180       | 100,00       |             |             |
| Votants          | Votants                | Votants             | 8 100        | 57,12        |             |             |
| Blancs et nuls   |                        |                     |              |              |             |             |
| * député sortant |                        |                     |              |              |             |             |